# Kushtrim Mushica
Kushtrim Mushica (ur. 1 maja 1983 w Prisztinie) – kosowski piłkarz albańskiego pochodzenia występujący na pozycji bramkarza w kosowskim klubie KF Vushtrria oraz w reprezentacji Kosowa.

## Życiorys
Urodził się w Prisztinie. Zaczął grać w piłkę w 1989 w wieku sześciu lat, występując w klubie KF Ramiz Sadiku. W 1998 wraz z rodziną wyemigrował do Turcji (w Prisztinie pozostali tylko jego ojciec i starszy brat). Po powrocie do Kosowa związał się z klubem FC Prishtina.
W 2015 zadebiutował w reprezentacji Kosowa, w której rozegrał dwa mecze. W 2017 dołączył do KF Flamurtari Prisztina, jednak po dwóch miesiącach został zawieszony. Powrócił do klubu w lutym 2018, a rok później w marcu 2019 został zawodnikiem KF Vushtrria. Karierę zakończył po sezonie 2018/2019.